# Loris Borgioli
Loris Borgioli, noto anche con lo pseudonimo di Spaghino (Domodossola, 6 settembre 1913 – Empoli, 22 febbraio 1993), è stato un calciatore e allenatore di calcio italiano, di ruolo portiere.

## Carriera

### Giocatore
Cresce all'Empoli, con il quale debutta in prima squadra (prima divisione). Dopo cinque anni si trasferisce al Livorno con cui debutta in serie A e disputa due buone stagioni. Dopo un campionato 1935-36 da protagonista a Siena (serie B) passa all'Atalanta, con cui disputa cinque annate (tre di serie B e due di A) guadagnando due promozioni nel massimo campionato.
Al termine dell'esperienza bergamasca viene acquistato dal Padova (serie B) dove milita fino all'interruzione dei campionati per via della seconda guerra mondiale. Al termine degli eventi bellici termina la carriera all'Empoli in Serie C con promozione in Serie B dove gioca le sue ultime 3 stagioni.

### Allenatore
Ha allenato per tre anni consecutivi il Cuoiopelli, con cui ha anche vinto due campionati.

## Palmarès

### Giocatore

#### Club

##### Competizioni nazionali
- Serie B: 1

Atalanta: 1939-1940

### Allenatore

#### Club

##### Competizioni regionali
- Prima Divisione: 1

Cuoiopelli: 1954-1955
- Promozione: 1

Cuoiopelli: 1956-1957